# Desai Williams
Empson Othman Desai Williams (* 12. Juni 1959 in Basseterre, St. Kitts und Nevis; † 10. April 2022 in Mississauga) war ein kanadischer Leichtathlet.
Williams wurde zehnmal kanadischer Meister: sechsmal im 200-Meter-Lauf (1977, 1979–1983) und viermal im 100-Meter-Lauf (1979–1981, 1983). Bei der Sommer-Universiade 1983 in Edmonton gewann er über 100 m die Silbermedaille hinter dem Nigerianer Chidi Imoh. Kurz darauf belegte er bei den Leichtathletik-Weltmeisterschaften in Helsinki über dieselbe Distanz den achten Rang. Im 200-Meter-Lauf erreichte er die Halbfinalrunde, mit der 4-mal-100-Meter-Staffel schied er im Vorlauf aus.
Bei den Olympischen Spielen 1984 in Los Angeles wurde Williams als Schlussläufer der kanadischen Staffel eingesetzt. Gemeinsam mit Sterling Hinds, Ben Johnson und Tony Sharpe errang er die Bronzemedaille hinter den Mannschaften aus den Vereinigten Staaten und Jamaika. Im 100- und 200-Meter-Lauf schaffte er es jeweils bis in das Halbfinale.
Zusammen mit Atlee Mahorn, Ben Johnson und Mark McKoy gewann Williams bei den Commonwealth Games 1986 in Edinburgh die Goldmedaille in der 4-mal-100-Meter-Staffel. Bei den Leichtathletik-Weltmeisterschaften 1987 erreichte er mit der Staffel den vierten Platz. Im 100-Meter-Lauf schied er in der Viertelfinalrunde aus. Bei den Olympischen Spielen 1988 belegte er über dieselbe Distanz in persönlicher Bestleistung von 10,11 s den sechsten Rang. Mit der  4-mal-100-Meter-Staffel wurde er Siebter.
Wenngleich Williams während seiner aktiven Laufbahn bei Dopingkontrollen niemals positiv getestet worden war, gab er später zu, über einen kurzen Zeitraum anabole Steroide verwendet zu haben.
Desai Williams war 1,75 m groß und hatte ein Wettkampfgewicht von 72 kg. Er arbeitete als Sprinttrainer für die Toronto Argonauts und an der York University.
Anfang Oktober 2018 wurde Williams vom kanadischen Leichtathletik-Verband Athletics Canada lebenslang gesperrt. Eine erwachsene Athletin hatte ihn wegen sexueller Belästigung angezeigt.